# Manuel Ochogavía
Manuel Ochogavía Barahona es un sacerdote católico, que actualmente ejerce como el tercer obispo de la Diócesis de Colón-Kuna Yala en la República de Panamá.

## Biografía
Nació en la ciudad de Los Santos el 23 de julio de 1967. Realizó sus estudios primarios en Guararé y los secundarios en Chitré. Inició estudios de periodismo, pero los suspendió para ingresar en la Orden de San Agustín. Los estudios de filosofía y de teología los realizó en el Seminario Mayor San José de Panamá y en el Monasterio de San Lorenzo de El Escorial. Obtuvo una licenciatura en Filosofía, Ética y Religión en la Universidad Católica Santa María La Antigua en Panamá. También obtuvo una licenciatura en Educación con especialización en administración de escuelas en la Universidad Autónoma de Chiriquí.
Hizo los votos perpetuos en la Orden de San Agustín, el 11 de agosto de 1995 en Chitré. Recibió la ordenación presbiteral el 4 de mayo de 2002 en la ciudad de David.

#### Cargos
Antes de su ordenación sacerdotal fue designado profesor y administrador del Colegio San Agustín en la diócesis de David. También ejerció otros cargos como: 
- Superior y párroco del Centro Misional “Jesús Obrero”, en Tolé, en el año 2006, en la diócesis de David.
- Prior del Convento “San Alonso Orozco”, en el año 2010.
- Párroco de la Parroquia Nuestra Señora del Rosario en la diócesis de Chitré, en el año 2010.
- Diocesano y miembro del Colegio de Consultores, en la diócesis de Chitré, desde 2013.
- Miembro del Consejo de la Orden de San Agustín en Panamá y delegado por Panamá en la Organización de los Agustinos en América Latina.
- Asesor diocesano del “Movimiento Familiar Cristiano”; capellán del Centro Regional Universitario de Azuero (CRUA), delegado diocesano de pastoral penitenciaria y Coordinador del equipo diocesano de misiones.[3]

## Obispo

### Nombramiento
Fue nombrado obispo de la Diócesis de Colón-Kuna Yala por el Papa Francisco el 7 de julio de 2014.

### Consagración y toma de posesión canónica
Fue ordenado obispo y la toma de posesión de su Diócesis fue realizada el 27 de septiembre de 2014, siendo consagrado por el nuncio apostólico de Panamá Andrés Carrascosa Coso.
Sus co-consagrantes fueron el arzobispo de Panamá José Domingo Ulloa y el obispo de Santiago de Veraguas Audilio Aguilar Aguilar.

## Sucesión
| Predecesor: Audilio Aguilar Aguilar | III Obispo de Colón-Kuna Yala 7 de julio de 2014 - hasta la fecha | Sucesor: En el cargo |